# João da Cruz Filipe

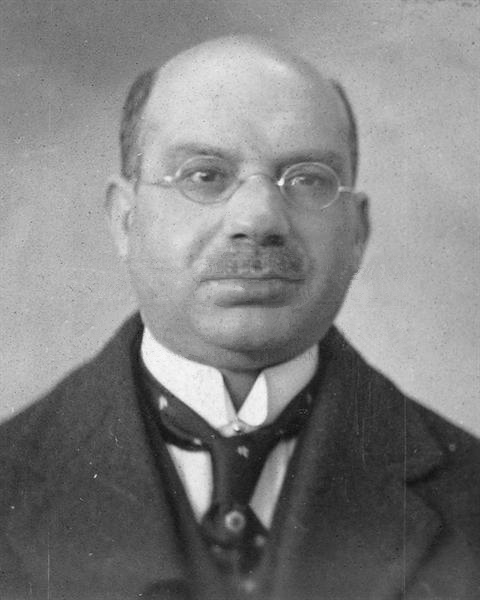
João da Cruz Filipe

João da Cruz Filipe (Manteigas, Santa Maria, 05h00m, 1 de Dezembro de 1878, bap. 9 - ?) foi um político português.

## Biografia
Filho de Joaquim da Cruz Filipe, Secretário da Câmara Municipal e do Administrador do Concelho de Manteigas, e de sua mulher Ludovina Gomes Sena, administra a casa, naturais, baptizados, paroquianos, casados e moradores em Santa Maria, Manteigas, neto paterno de Manuel da Cruz Filipe e de sua mulher Ana Angélica e neto materno de Porfírio Gomes Serra e de sua mulher Umbelina de Matos, foi afilhado de seu tio paterno homónimo João da Cruz Filipe, solteiro, e de sua tia paterna Guiomar da Cruz Filipe, solteira, que moravam em casa de seus pais.
Fez a sua carreira profissional na Administração Pública, chegando a Director de Finanças na Direcção-Geral de Contribuições e Impostos, e Chefe da 2.ª Repartição Central da mesma Direcção-Geral.
Foi eleito Deputado em 1925, pelo Círculo Eleitoral de Viana do Castelo, nas listas do Partido Democrático.